# La Torre d'en Vernet
La Torre d'en Vernet és una obra del municipi de Sant Martí Sarroca (Alt Penedès) protegida com a bé cultural d'interès local.

## Descripció
El nucli de la Torre d'en Vernet està format per l'agrupament de quatre cases. Està situat a la part sud del terme, prop de Les Conilleres. La masia més antiga (Cal Bolet) té un baluard lateral, portes adovellades d'arc de mig punt i arcades en un pis, a més d'altres elements d'interès a l'interior. La coberta és a dues vessants. Hi ha una capella dedicada a Sant Pere "Ad Vincula" d'una sola nau, amb entrada frontal i campanar d'espadanya d'una sola obertura.
Conserva restes d'una església anterior.

## Història
La caseria de la Torre d'en Vernet és d'origen medieval. Al fogatge de 1376 apareix documentada la "quadra de Vernet" com a propietat d'Arnau de Vernet. De la torre que va donar nom al lloc no hi ha cap resta. Respecte a la capella, relativament moderna, es suposa que substitueix una altra que hi havia anteriorment, a la qual devia pertànyer la porta adovellada d'arc de mig punt que encara es conserva. L'any 1553 apareix documentada en un llibre de salms.